# Åtvids distrikt
Åtvids distrikt är ett distrikt i Åtvidabergs kommun och Östergötlands län. 
Distriktet ligger i och omkring Åtvidaberg. 

## Tidigare administrativ tillhörighet
Distriktet inrättades 2016 och utgörs av området som utgjorde Åtvidabergs köping till 1971 och som före 1946 utgjorde Åtvids socken.
Området motsvarar den omfattning Åtvids församling hade vid årsskiftet 1999/2000.